# Adolf Müller junior
Pour les articles homonymes, voir Adolf Müller et Müller.
Adolf Müller junior, né le 15 octobre 1839 à Vienne et y décédé le 14 décembre 1901, fils du compositeur Adolf Müller senior, est un compositeur d'opérettes et chef d'orchestre viennois.
Müller était comme son père Kapellmeister au Theater an der Wien pour lequel il a composé de nombreuses opérettes qui sont au répertoire des théâtres viennois dans les années 1860. À son époque, il était très connu, mais il est de nos jours presque oublié.
La seule opérette qui est encore jouée aujourd'hui est Wiener Blut (1899), que Müller a composée à partir de matériaux de Johann Strauss II dont la valse Neu-Wien. Il faut aussi mentionner l'opérette Der Millionenonkel (1892) sur un texte de Théodor Herzl, journaliste et plus tard homme politique. Hubert Marischka a filmé en 1913 Der Millionenonkel avec Alexander. Robert Stolz a écrit pour ce film muet un autre accompagnement musical.

## Œuvres principales
- Heinrich der Goldschmidt(1867 Magdebourg)
- Das Gespenst in der Spinnstube (1870 Vienne)
- Der deutsche Bruder (1870 Vienne)
- Der Glöckelpolster (1870 Vienne)
- Waldmeisters Brautfahrt (1873 Hambourg)
- Van Dyck (1877 Rotterdam)
- Der kleine Prinz (1882 Vienne)
- Auf der Rax (1883 Vienne)
- Eine Kleinigkeit (1885 Vienne)
- Der Goldmensch  (1885 Vienne)
- Die Reise in die Schweiz (1886 Vienne)
- Der Hofnarr (1886 Vienne)
- Die Wiener Stadt in Wort und Bild (1887 Vienne)
- Der Liebeshof  (1888 Vienne)
- Heimg'funden  (1889 Vienne)
- Des Teufels Weib  (1890 Vienne)
- Die Kammerjungfrau, (1891)
- Der Millionenonkel (1892 Vienne)
- Lady Charlatan (1894 Vienne)
- Renata (1896)
- General Gogo  (1896 Vienne)
- Der Pfiffikus (1896 Vienne)
- Der Blondin von Namur (1898 Vienne)
- Wiener Blut (1899 Vienne)
- Das Lied im Volke (1900)
- Drei Lieder für Sopran, Alt, Tenor und Bass, op. 5, Vienne